# Kalleh Bast
Kalleh Bast (farsi کله‌بست) è una città dello shahrestān di Babolsar, circoscrizione di Rudbast, nella provincia del Mazandaran in Iran. Aveva, nel 2006, una popolazione di 3.543 abitanti. 